# Сельмаш (завод)

АО «Завод „Сельмаш“» — станкостроительное предприятие в городе Кирове. 
Генеральный директор — Чурин Александр Анатольевич.

## История
В 1939 году по инициативе Народного комиссариата боеприпасов СССР в Кирове началось проектирование завода № 324. На предприятии планировалось выпускать бронебойные, полубронебойные и бетонобойные снаряды, фугасные гранаты и авиабомбы. В строй завод был запущен 23 июня 1943 года.
После окончания Великой Отечественной войны, завод получил задание организовать производство сельскохозяйственной техники. Эта специализация дала современное название заводу.
В начале 60-х был осуществлён переход от производства сельхозтехники к станкам. Среди товаров народного потребления особую роль играют замочно-скобяные изделия всех видов. Так же осуществляется выпуск изделий из пластмасс.
1 ноября 1975 года на заводе по инициативе ветеранов был создан заводской музей.

## Продукция

### Вооружение
- не выпускает

### Товары народного потребления
- продукция производственно технического назначения — универсально-фрезерный станок СФ 676, настольно-сверлильный станок М 112, долбежная головка;
- замочно-скобяные изделия — замки врезные, гаражные, накладные, висячие, замки усиленной конструкции;
- духовка для копчения;
- молочные машины.

## Санкции
12 декабря 2023 года, из-за российского вторжения на Украину, предприятие включено в блокирующий санкционный список США против компаний поставляющих продукцию для российской военно-промышленной базы. Ранее предприятие было включено в санкционный список Украины

## Награды
- Почётная грамота Президиума Верховного совета Российской Федерации (11 мая 1993 года) — за большие заслуги по защите Родины  в годы Великой Отечественной войны,  укрепление обороноспособности страны, высокие достижения в развитии прогрессивной техники  и технологии производства,  и в связи с 50-летием со дня основания[4]